# Jihomoravský krajský přebor 1964/1965
V soubojích 5. ročníku Jihomoravského krajského přeboru 1964/65 (jedna ze skupin 3. fotbalové ligy) se utkalo 14 týmů každý s každým dvoukolovým systémem podzim–jaro. Tento ročník začal v srpnu 1964 a skončil v červnu 1965. Byl to poslední ročník v třetiligové historii Jihomoravského krajského přeboru, od sezony 1965/66 byl přejmenován na Jihomoravský oblastní přebor a stal se 4. nejvyšší soutěží.
Po sezoně 1964/65 proběhla reorganizace nižších soutěží, skupinami 3. nejvyšší soutěže se staly divize (do Divize D 1965/66 postoupilo nejlepších 6 mužstev), krajské přebory se přejmenovaly na oblastní a staly se skupinami 4. nejvyšší soutěže.

## Nové týmy v sezoně 1964/65
- Ze II. ligy – sk. B 1963/64 sestoupila do Jihomoravského krajského přeboru mužstva TJ Baník Ratíškovice a TJ Spartak ZJŠ Brno „B“.
- Ze skupin I. A třídy Jihomoravského kraje 1963/64 postoupila mužstva TJ Spartak I. brněnská (vítěz skupiny A)[1] a VTJ Dukla Vyškov (vítěz skupiny B).[2]

## Konečná tabulka
Zdroj: 
| Poř. | Tým                         | Z  | V  | R  | P  | VG | OG | B  |
| ---- | --------------------------- | -- | -- | -- | -- | -- | -- | -- |
| 1.   | Rudá hvězda Znojmo          | 26 | 14 | 7  | 5  | 49 | 28 | 35 |
| 2.   | TJ Železárny Prostějov      | 26 | 14 | 6  | 6  | 54 | 35 | 34 |
| 3.   | TJ Baník Ratíškovice (S)    | 26 | 14 | 4  | 8  | 47 | 40 | 32 |
| 4.   | TJ Fatra Napajedla          | 26 | 11 | 9  | 6  | 39 | 36 | 31 |
| 5.   | TJ Gottwaldov Letná („B“)   | 26 | 12 | 6  | 8  | 48 | 34 | 30 |
| 6.   | TJ Spartak ZJŠ Brno „B“ (S) | 26 | 10 | 9  | 7  | 54 | 39 | 29 |
| 7.   | VTJ Dukla Vyškov (N)        | 26 | 7  | 10 | 9  | 34 | 28 | 24 |
| 8.   | TJ Spartak Jihlava          | 26 | 9  | 6  | 11 | 42 | 44 | 24 |
| 9.   | TJ Tatran PKZ Poštorná      | 26 | 7  | 9  | 10 | 32 | 44 | 23 |
| 10.  | TJ Družstevník Vlčnov       | 26 | 9  | 5  | 12 | 33 | 51 | 23 |
| 11.  | TJ Spartak Líšeň            | 26 | 7  | 7  | 12 | 28 | 40 | 21 |
| 12.  | TJ Spartak I. brněnská (N)  | 26 | 8  | 5  | 13 | 36 | 51 | 21 |
| 13.  | TJ Jiskra OP Prostějov      | 26 | 6  | 8  | 12 | 39 | 46 | 20 |
| 14.  | TJ Slavoj Malenovice        | 26 | 6  | 5  | 15 | 38 | 52 | 17 |

Poznámky:
- Z = Odehrané zápasy; V = Vítězství; R = Remízy; P = Prohry; VG = Vstřelené góly; OG = Obdržené góly; B = Body; (S) = Mužstvo sestoupivší z vyšší soutěže; (N) = Mužstvo postoupivší z nižší soutěže (nováček)

|  | Přechod do Divize D 1965/1966 (3. nejvyšší soutěž)                            |
|  | Přechod do Jihomoravského oblastního přeboru 1965/66 (4. nejvyšší soutěž)     |
|  | Sestup do skupin I. A třídy Jihomoravské oblasti 1965/66 (5. nejvyšší soutěž) |